# Liste von Denkmälern in Hannover

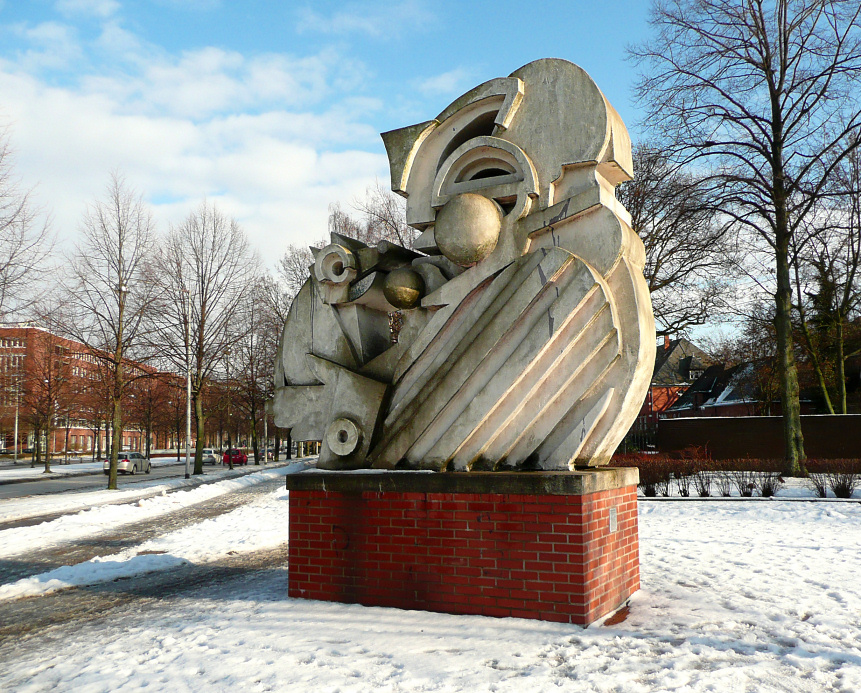
Skulptur Dicker Mann frisst Maus von WP Eberhard Eggers am Braunschweiger Platz, 1997

Die Liste der Denkmäler in Hannover enthält eine Reihe ausgewählter Denkmäler, Mahnmale, Skulpturen, künstlerischer Objekte der Plastik („Straßenkunst“) und Brunnen im öffentlichen Raum, vor allem im Bereich der Innenstadt von Hannover. Diese Objekte sind nicht deckungsgleich mit (Kultur-)Denkmälern im Sinne des Niedersächsischen Denkmalschutzgesetzes.

## Ernst-August-Denkmal

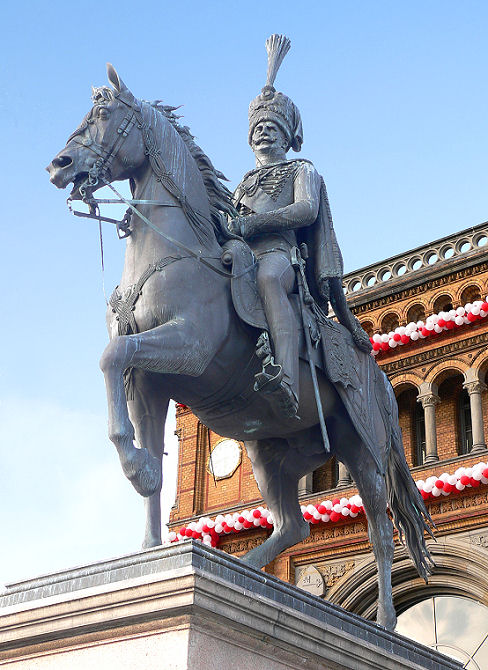
Reiterstandbild Ernst August I.

Das Denkmal wurde 1861 von Albert Wolff vor dem Hauptbahnhof fertiggestellt. Es zeigt König Ernst August in Husarenuniform und ist ein bronzenes Reiterstandbild auf einem Sockel aus Granit (vom Brocken) mit der Aufschrift auf Sockel: „Dem Landesvater sein treues Volk“, am Bronzefuß: „Geb. 5. Juni 1771. König 20. Juni 1837. Gest 18 Novbr 1851. Errichtet 21. September 1861“.
Das Ernst-August-Denkmal dient vielen Hannoveranern als Treffpunkt, geläufig ist die Formulierung, man trifft sich „unterm Schwanz“.

## Denkmäler für Stromeyer, Karmarsch, Marschner
Opernplatz/Georgstraße
- Louis Stromeyer (1804–1876, Generalarzt in der hannoverschen und preußischen Armee, Pionier der orthopädischen Chirurgie), von Oskar Rassau, aus Carrara-Marmor (1884) (frisch gereinigt, so dass der Marmor weiß erstrahlt)
- Karl Karmarsch (1803–1879, Technologe, Professor an der damals schräg gegenüber liegenden Polytechnischen Schule), ebenfalls von Oskar Rassau und Heinrich Köhler, Bronze (1883)
- Heinrich Marschner (1795–1861, Komponist, erster hannoverscher Generalmusikdirektor, wohnte in der Nähe: Rathenaustr. 14), von Ferdinand Hartzer, Bronze (1877), ursprünglich vor dem Hoftheater (Opernhaus)

Ein Rätsel, eher ein hannöverscher Kinder-Witz, zu diesen drei Figuren lautet: Frage: „Was ist der Unterschied zwischen Stromeyer, Karmarsch und Marschner?“ – Antwort: „Stromeyer hat keinen, Karmarsch hat ihn hinten und Marschner in der Mitte!“ (Quelle: Dirk Böttcher)

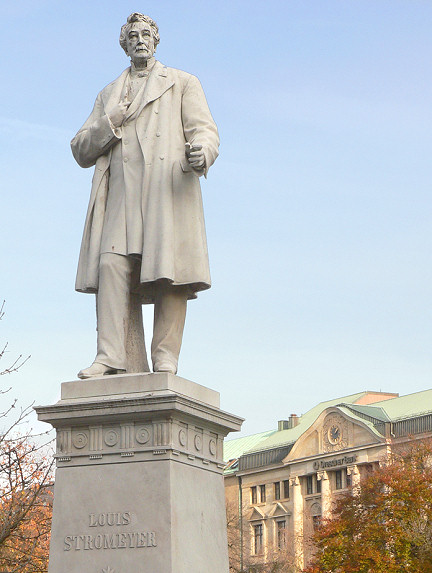
Denkmal Stromeyer 52° 22′ 19,6″ N, 9° 44′ 26,5″ O
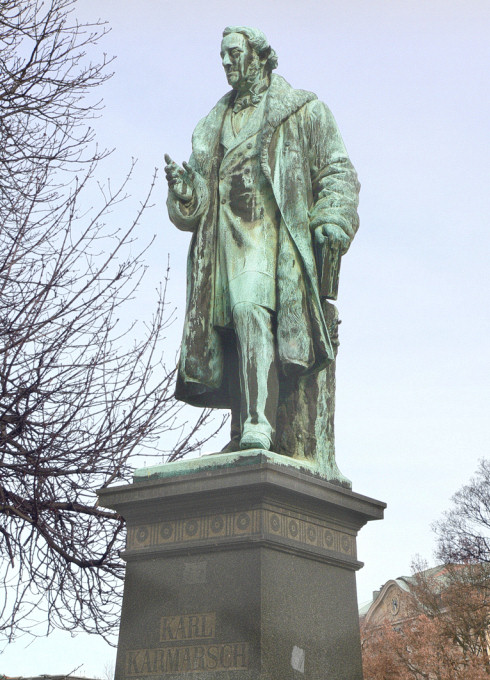
Bronzestatue Karmarsch 52° 22′ 18,8″ N, 9° 44′ 27,2″ O
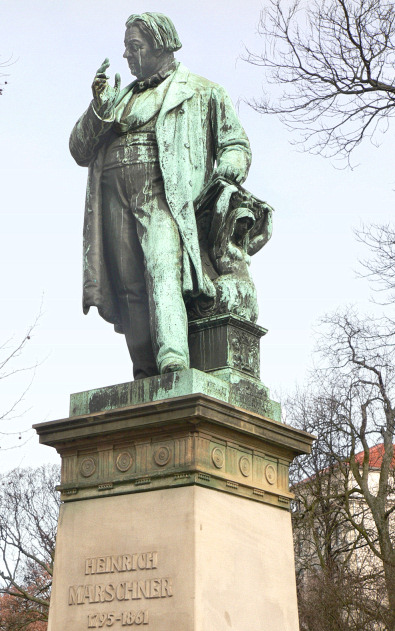
Bronzestatue Marschner 52° 22′ 18,5″ N, 9° 44′ 28″ O

## Göttinger Sieben
In unmittelbarer Nähe zum niedersächsischen Landtag am Leineschloss in Hannover wurde am Platz der Göttinger Sieben den Göttinger Sieben ein großes Bronzedenkmal gesetzt, das von dem italienischen Künstler Floriano Bodini (1933–2005) geschaffen wurde. In Göttingen trägt der zentrale Campus der Georg-August-Universität ebenfalls den Namen Platz der Göttinger Sieben.

## Fritz Beindorff Brunnen
Brunnen zu Ehren von Fritz Beindorff im Stadtteil List am Rande der Eilenriede gegenüber der Fritz-Beindoff-Allee. Den Brunnen zieren zwei bronzene Pelikane, bei denen es sich um das Wahrzeichen der Schreibwarenfirma Pelikan handelt. Seit 1895 leitete er den Betrieb, der heute ein Weltunternehmen ist. 1907 wurde er Senator der Stadt Hannover, Ehrenbürger 1940. Zudem wurde er 1913 zum preußischen Kommerzienrat und später zum Generalkonsul von Rumänien ernannt.

## Bödeker-Denkmal
Von Carl Dopmeyer (1880) an der Turm-Nordseite der Marktkirche, Hanns-Lilje-Platz, für den Marktkirchen-Pastor und Wohltäter Hermann Wilhelm Bödeker. Ursprünglich an der Schmiedestraße auf einem Sockel mit einem Brunnen versehen. 1939 vereinfacht an den heutigen Standort umgesetzt.

## Duve-Brunnen
Der Duve-Brunnen mit der Figur eines Sämanns von Georg Herting (1914). Mittelstreifen des Leibnizufers, Nähe Flohmarkt, am Fußgängerübergang von der Calenberger Straße zur Mike-Gehrke-Promenade. Ursprünglich Bekrönung des 1915/16 auf dem Neustädter Markt aufgestellten Duve-Brunnens, zur Erinnerung an den hannoverschen Kaufmann und Bankier Johann Duve (1611–1679), dessen Porträt-Medaillon sich auf dem Sockel des Brunnens findet. Seit 1953 am heutigen Standort.

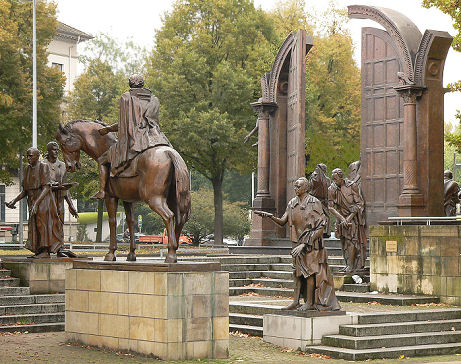
Bronzedenkmal „Die Göttinger Sieben“
52° 22′ 10,9″ N, 9° 44′ 2″ O
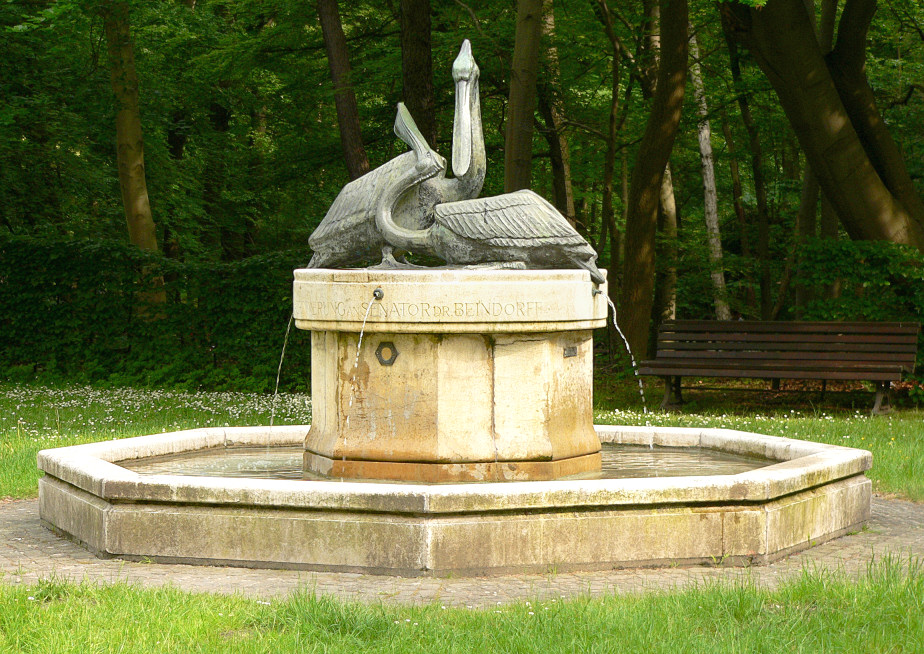
Fritz Beindorff Brunnen an der Eilenriede
52° 23′ 37,3″ N, 9° 45′ 54,7″ O
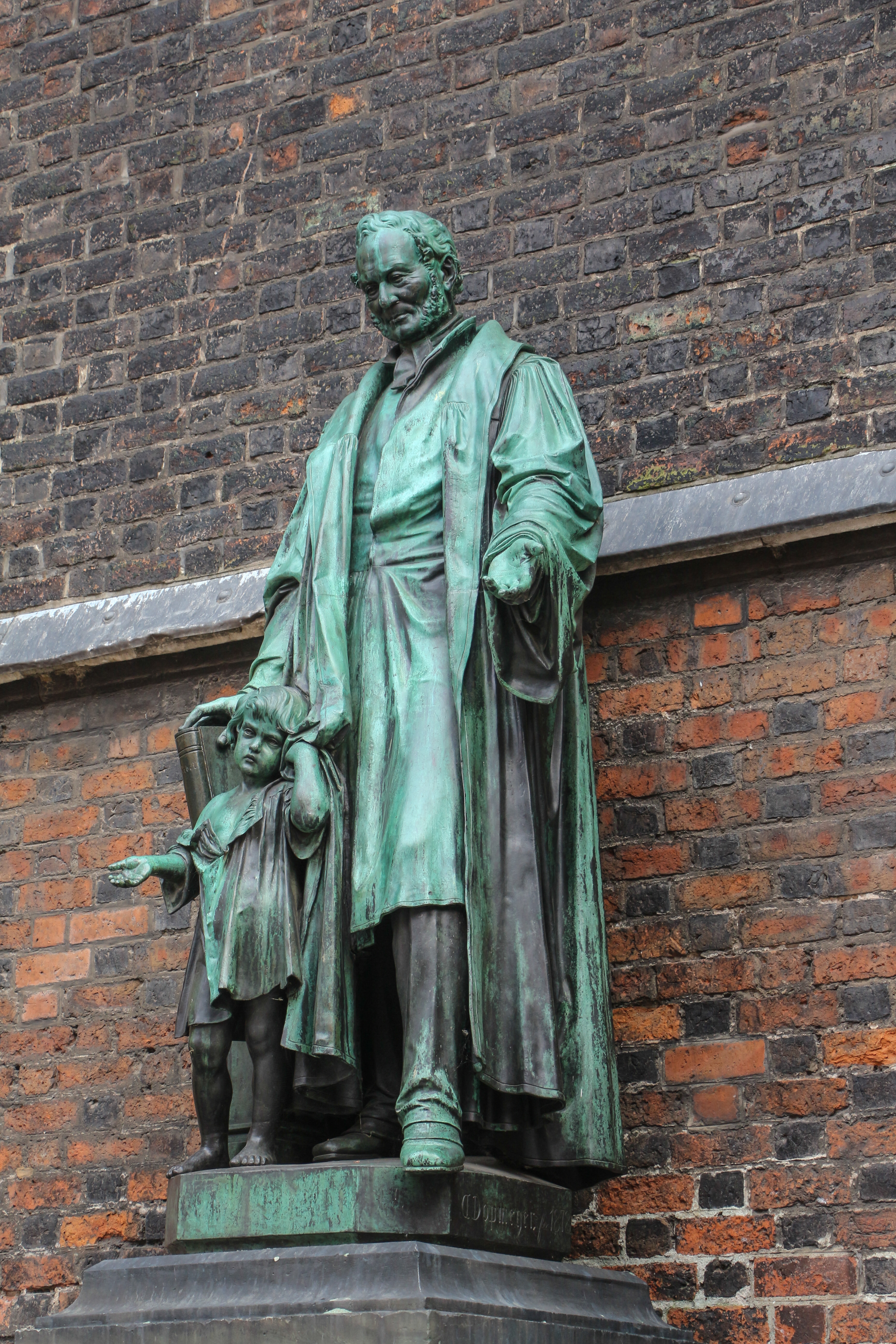
Bödeker-Denkmal an der Marktkirche Hannover
 52° 22′ 18,5″ N, 9° 44′ 6,4″ O
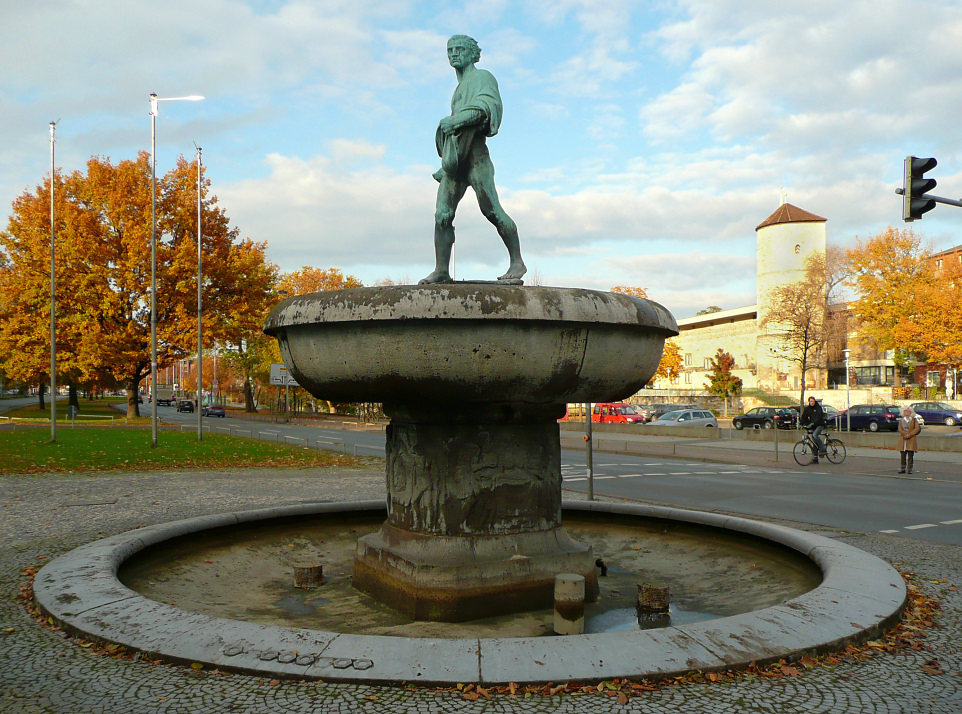
Duve-Brunnen
 52° 22′ 14,9″ N, 9° 43′ 50,2″ O

## Gänseliesel-Brunnen
Von Carl Dopmeyer (1898), Hannover, Goseriede (Nordostrand des Platzes Am Steintor). Becken und Säule aus Granit, Bronzegruppe der Märchenfigur des gänsehütenden Mädchens. Hier aufgestellt wegen des niederdeutschen Namens der Goseriede (= „Gänsegraben“), seit 1981/84 am heutigen Standort.

## Glasmosaik „Sport“ von Eduard Bargheer
Das Glasmosaik „Sport“ von Eduard Bargheer wurde 1962/1963 in den Werkstätten August Wagner in Berlin gefertigt. Es steht neben dem Südeingang des Niedersachsenstadions.

Glasmosaik „Sport“ von Eduard Bargheer.

## Gutenberg-Denkmal
Bronzestatue von Carl Dopmeyer (1890) zur Erinnerung an Johannes Gutenberg am Gebäude der ehemaligen Geschäftsbücherfabrik J. C. König & Ebhardt, Schloßwender Straße 1–4 (heute Universität Hannover), früher Teil des von Heinrich Ebhardt gestifteten Gutenberg-Brunnens am Friederikenplatz. 1949 am heutigen Standort aufgestellt.

## Helmcke-Denkmal
Zur Erinnerung an den Bäckermeister und Getreidehändler Johann Gerhard Helmcke (1750–1824) welcher Anfang des 19. Jahrhunderts die Herrenhäuser Allee durch die Zahlung von 3.000 Talern vor dem Abholzen durch die napoleonischen Besetzungsmacht rettete. Die Steinstele mit Portraitmedaillon steht auf Höhe der Stadtbahn-Haltestelle Schneiderberg am Rande des Walter-Großmann-Weges.

## Hölty-Denkmal
Zur Erinnerung an den Dichter Ludwig Christoph Heinrich Hölty auf dem St.-Nikolai-Friedhof (1901) von Otto Lüer und Karl Gundelach, Porträt-Medaillon von Friedrich Adolf Sötebier aus dem Jahr 1961. Bronzefigur eines Jünglings, an einem Steinsockel mit dem Porträt lehnend. Die genaue Lage des Grabes auf dem Friedhof ist übrigens unbekannt.
Die Gedenkverse stammen von Nikolaus Lenau: „Hölty, Dein Freund der Frühling ist gekommen. Klagend irrt er im Hause, Dich zu finden. Doch umsonst, sein klagender Ruf verhallt in einsamen Schatten.“

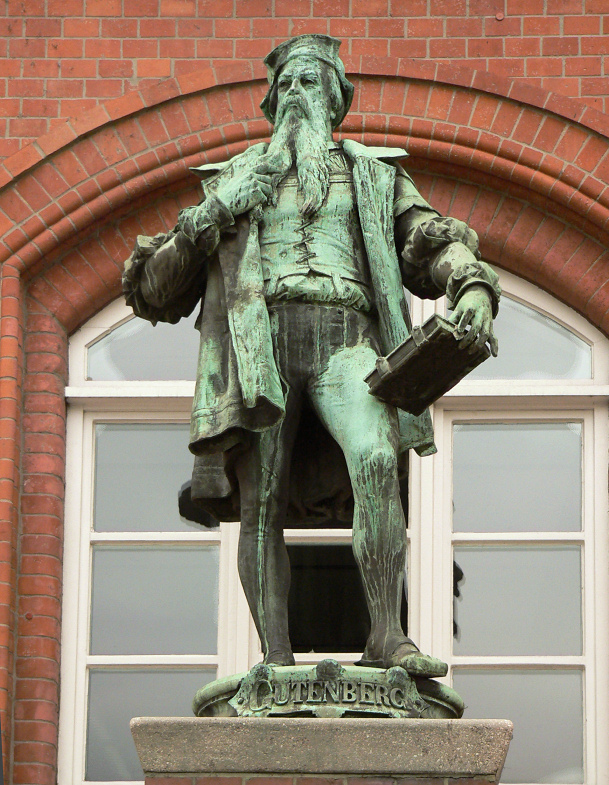
Gutenberg-Denkmal
 52° 22′ 43,7″ N, 9° 43′ 20,6″ O
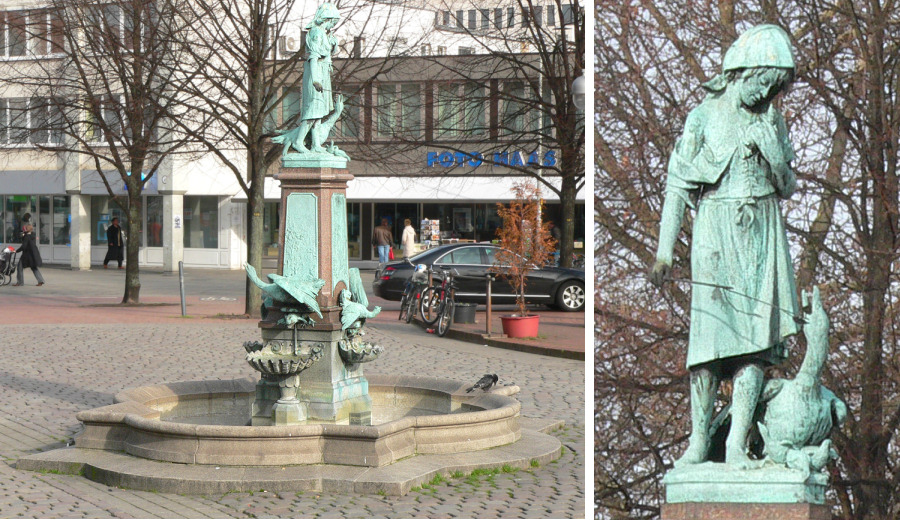
Gänseliesel-Brunnen
 52° 22′ 34,3″ N, 9° 43′ 57″ O
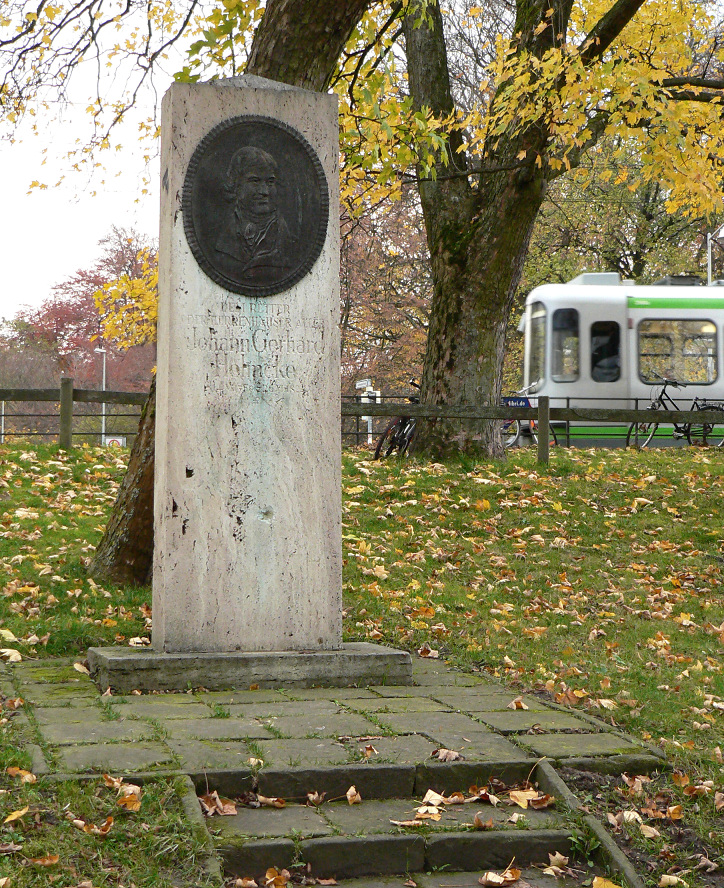
Helmcke-Denkmal
 52° 23′ 4,6″ N, 9° 42′ 45,4″ O
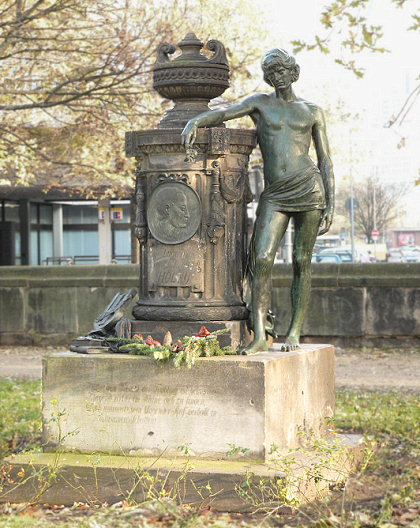
Hölty-Grabdenkmal

## Holocaust-Mahnmal am Opernplatz
Das Mahnmal für die ermordeten Juden Hannovers auf dem Opernplatz besteht seit 1994 und trägt die in Stein eingravierten Namen von rund 2000 deportierten und ermordeten jüdischen Mitbürgern.

## Königinnendenkmal
An der Hohenzollernstraße (auf einem kleinen Platz am Rand der Eilenriede), Marmorgruppe von Valentino Casal (1910), eine Nachbildung der von Johann Gottfried Schadow stammenden Figuren der beiden Schwestern Königin Luise von Preußen und Königin Friederike von Hannover. Geschenk von Kaiser Wilhelm II.

## „L’Air“ von Aristide Maillol
„L’Air“, die Bronzefigur einer schwebenden Frau auf einem Sockel in einem Wasserbecken, 1961 auf dem Georgsplatz (vor der alten Nord/LB) aufgestellt. Nachguss einer Skulptur des französischen Bildhauers Aristide Maillol, eigentlich eines Denkmals für die Pioniere der Frankreich-Südamerika-Fluglinie in Toulouse (1939). Bei der Einweihung 1961 hielt der (wie Maillol aus Südfrankreich stammende) SPD-Politiker Carlo Schmid eine Rede.

## Leibniztempel
Der 1787 bis 1790 von Hofrat Johann Daniel Ramberg auf einem Hügel am Paradeplatz (dem späteren Waterlooplatz) errichtete Leibniztempel wurde 1935 als malerischer „point de vue“ in den Georgengarten versetzt.

## Leibniz-Denkmal
Das Leibniz-Denkmal am Operndreieck von Stefan Schwerdtfeger aus dem Jahre 2008, 2,5 m hoher Bronzekopf auf Granitsockel mit davor stehenden Informationsblöcken. Die eine Seite des Kopfes zeigt das von Gottfried Wilhelm Leibniz entwickelte binäre Zahlensystem, die andere das Leibniz-Zitat „Einheit in der Vielheit – unitas in multitudine“.

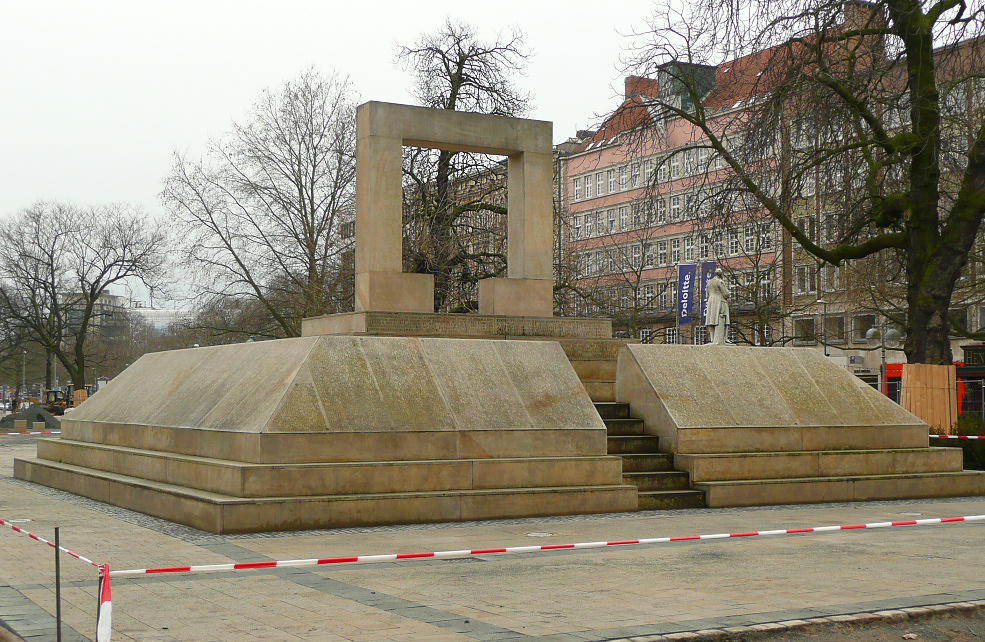
Mahnmal für die ermordeten Juden Hannovers am Opernplatz
 52° 22′ 20,8″ N, 9° 44′ 27,4″ O
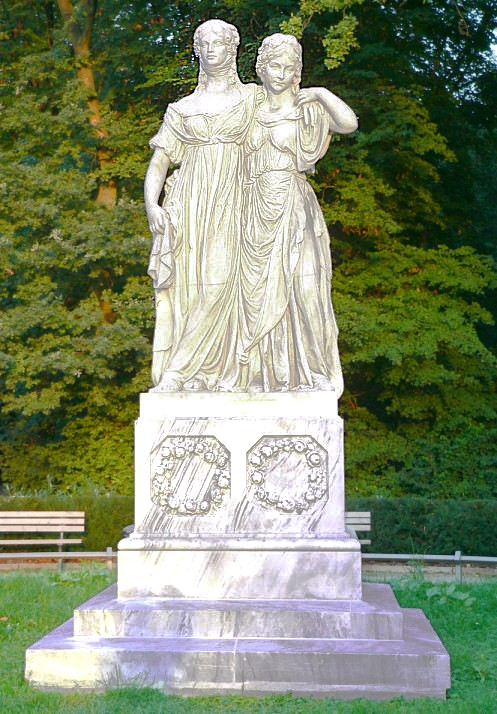
Königinnendenkmal
 52° 22′ 30,7″ N, 9° 44′ 7,4″ O
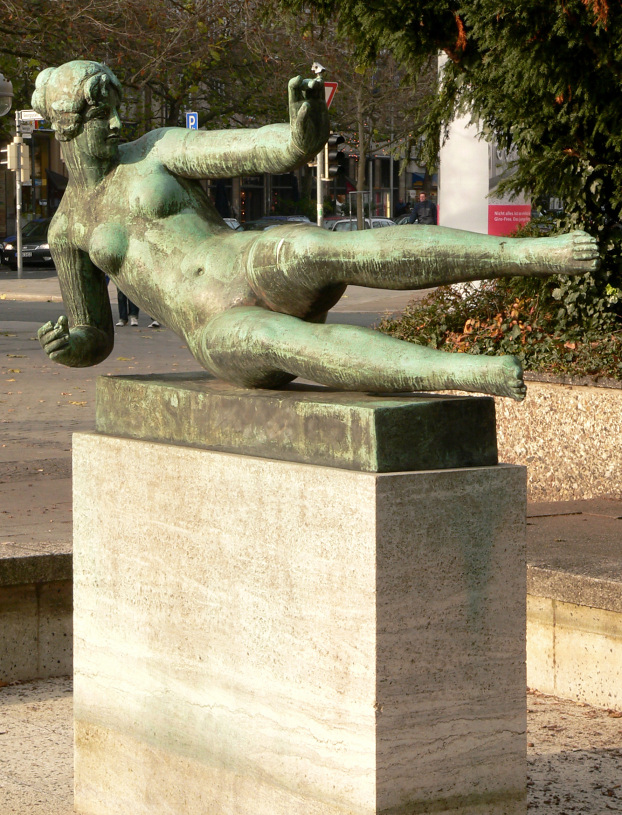
Bronzefigur „L’Air“
 52° 22′ 15,2″ N, 9° 44′ 31,6″ O
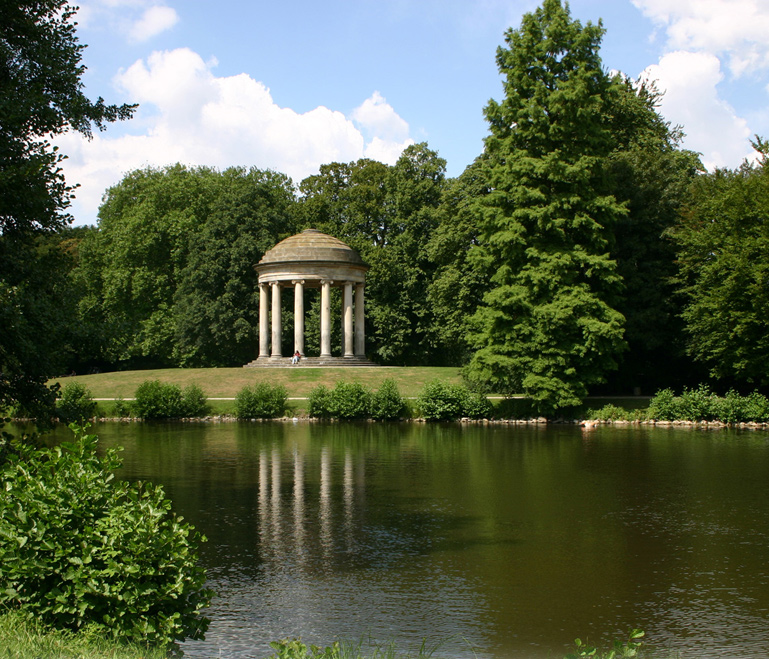
Der Leibniztempel im Georgengarten
 52° 23′ 12,5″ N, 9° 42′ 17,6″ O
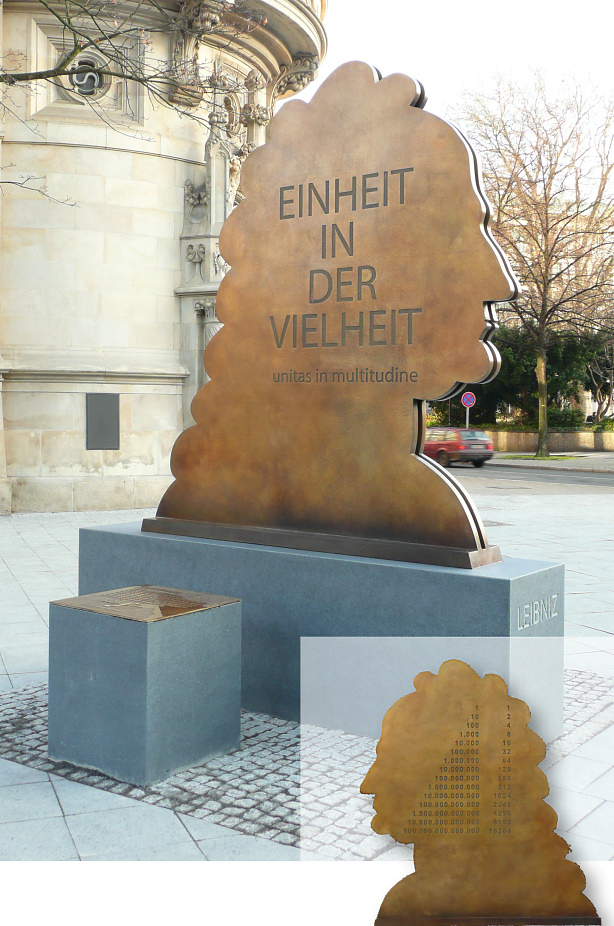
Leibniz-Denkmal am Operndreieck

## Lutherdenkmal
Bronzestatue von Carl Dopmeyer (1899 begonnen, fertiggestellt 1900 von Ferdinand Hartzer) an der Marktkirche, Turm-Südseite, Am Markt. Ursprünglich war die Figur von Martin Luther mit Begleitfiguren aus der hannoverschen Reformationsgeschichte versehen, 1952 in der heutigen Form hier aufgestellt.

## Marktbrunnen
1881 von Conrad Wilhelm Hase (Brunnen) und Wilhelm Engelhard (Figuren), Am Markt (neben dem Alten Rathaus). Zweischaliger Laufbrunnen aus Bronze, Brunnenstock mit einer Fischverkäuferin (mit Karpfen, zur Schmiedestraße hin blickend) und einer Blumenverkäuferin (mit einer Kanne und einem Geldbeutel, zum Bohlendamm hin blickend), 1881 nach Entwurf von C. W. Hase, Figuren von Wilhelm Engelhard (nach  Hermann Schaper). Ornamente: T. Massler, Guss: Hermann Gladenbeck. 1960 von der Mitte des Rathauses zum heutigen Standort umgesetzt.

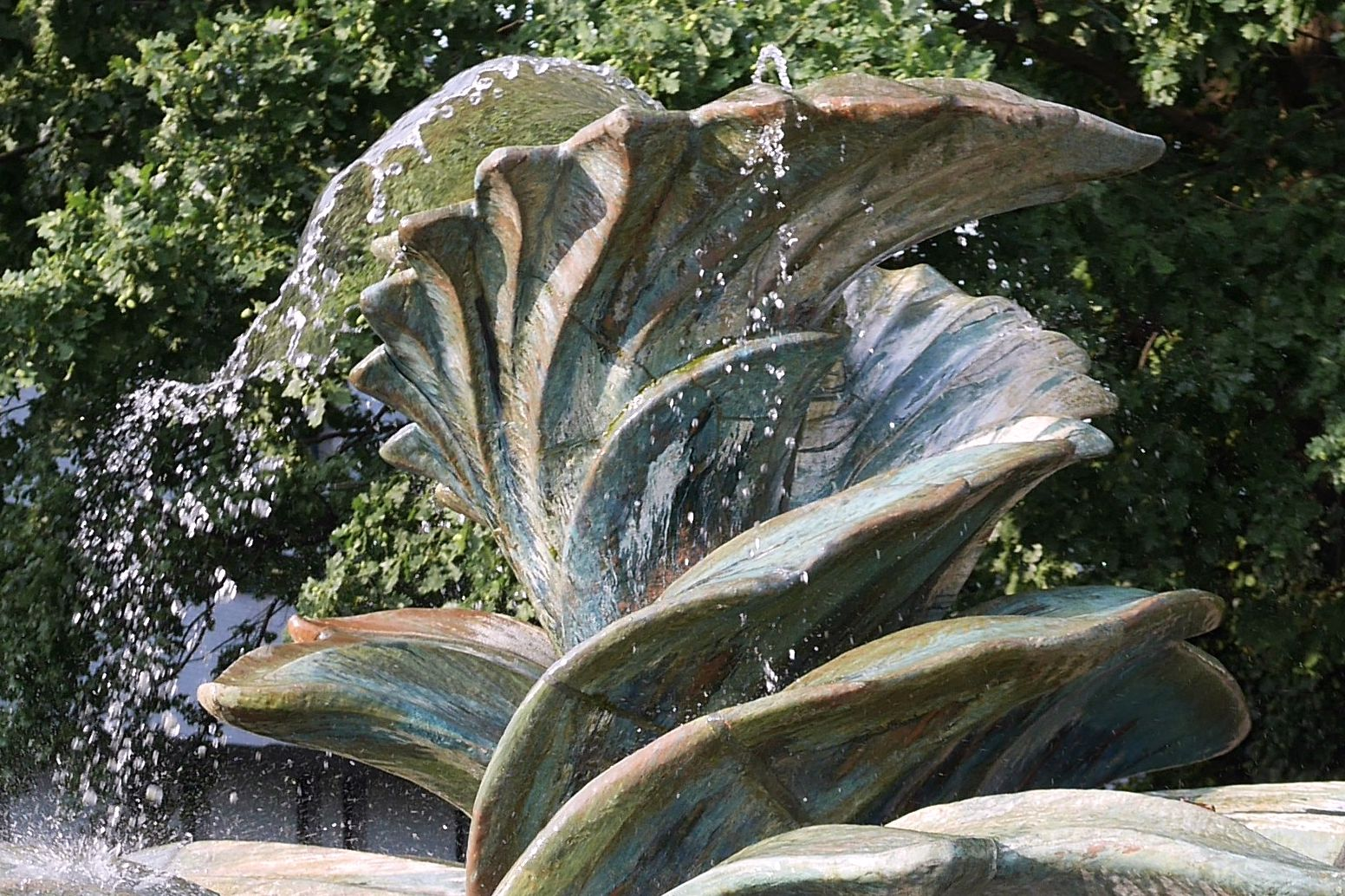
Reese Brunnen (Detail)

## Rese-Brunnen/Reese-Brunnen (Majolika-Brunnen)
Brunnen mit einer expressionistischen Pflanzenskulptur aus Majolika von Marlene und Hans Poelzig, (1925) errichtet im Auftrag des Goslarer Kaufmanns Hermann Reese. Liegt an der Fritz-Behrens-Allee nahe der Hochschule für Musik, Theater und Medien Hannover und ist denkmalgeschützt.
52° 22′ 36,8″ N, 9° 45′ 15,1″ O

## Niedersachsenross
1876 von dem Bildhauer Friedrich Wilhelm Wolff, vor dem Welfenschloss, heute das Hauptgebäude der Universität Hannover: das Sachsenross – das Niedersächsische Wappentier.

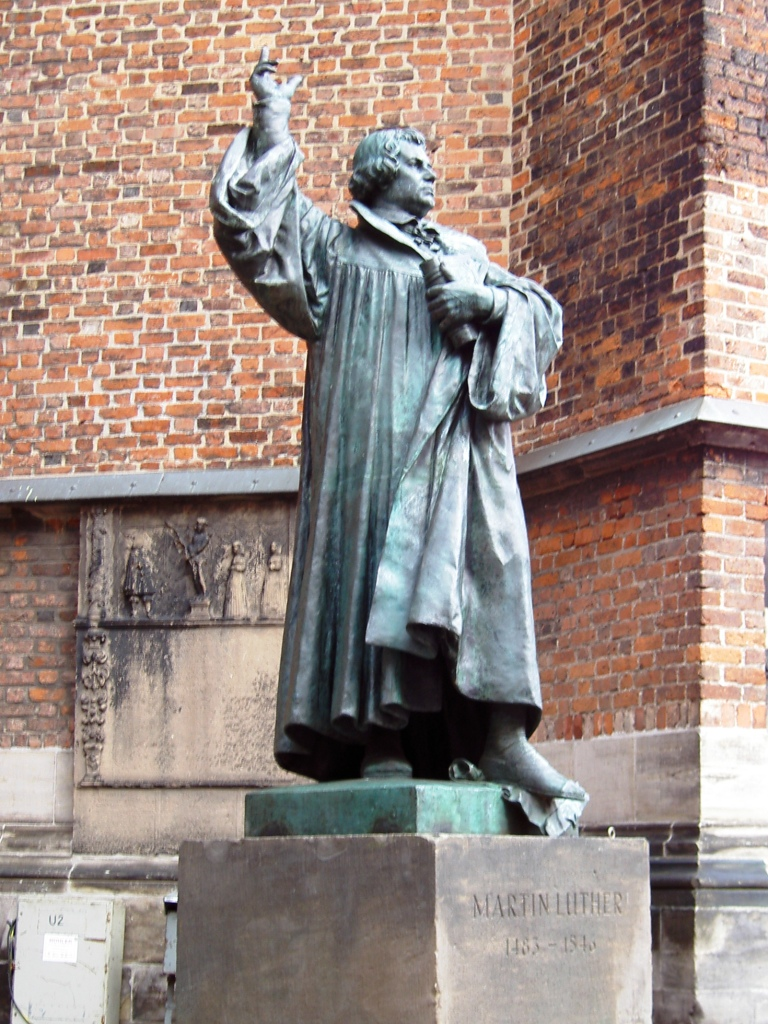
Lutherdenkmal
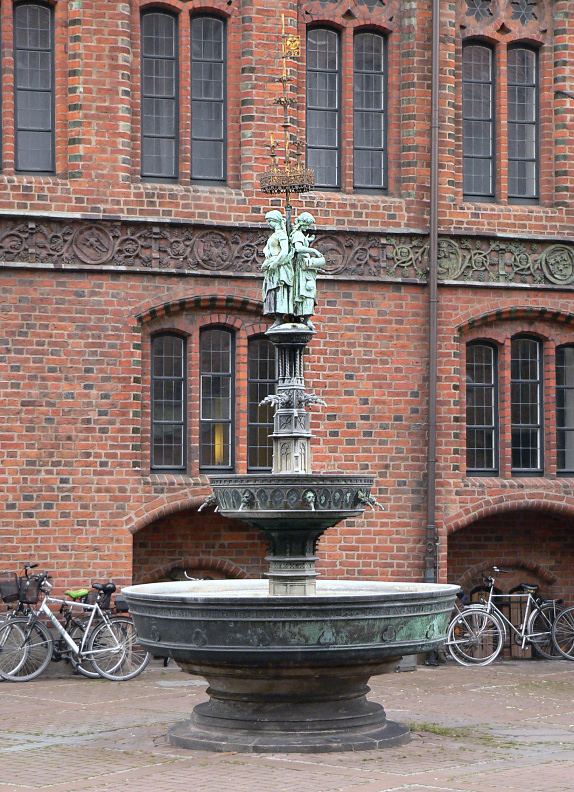
Marktbrunnen
 52° 22′ 17,4″ N, 9° 44′ 9,6″ O
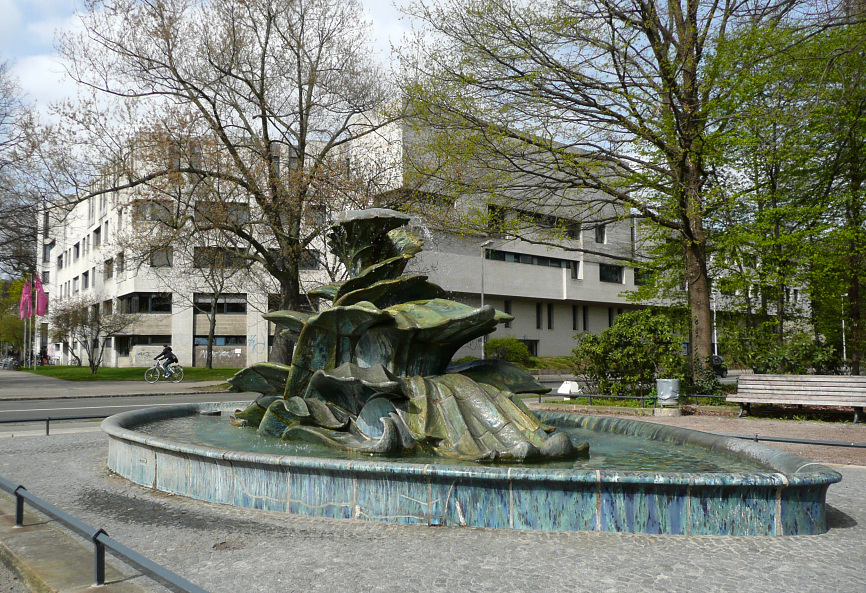
Reese-Brunnen
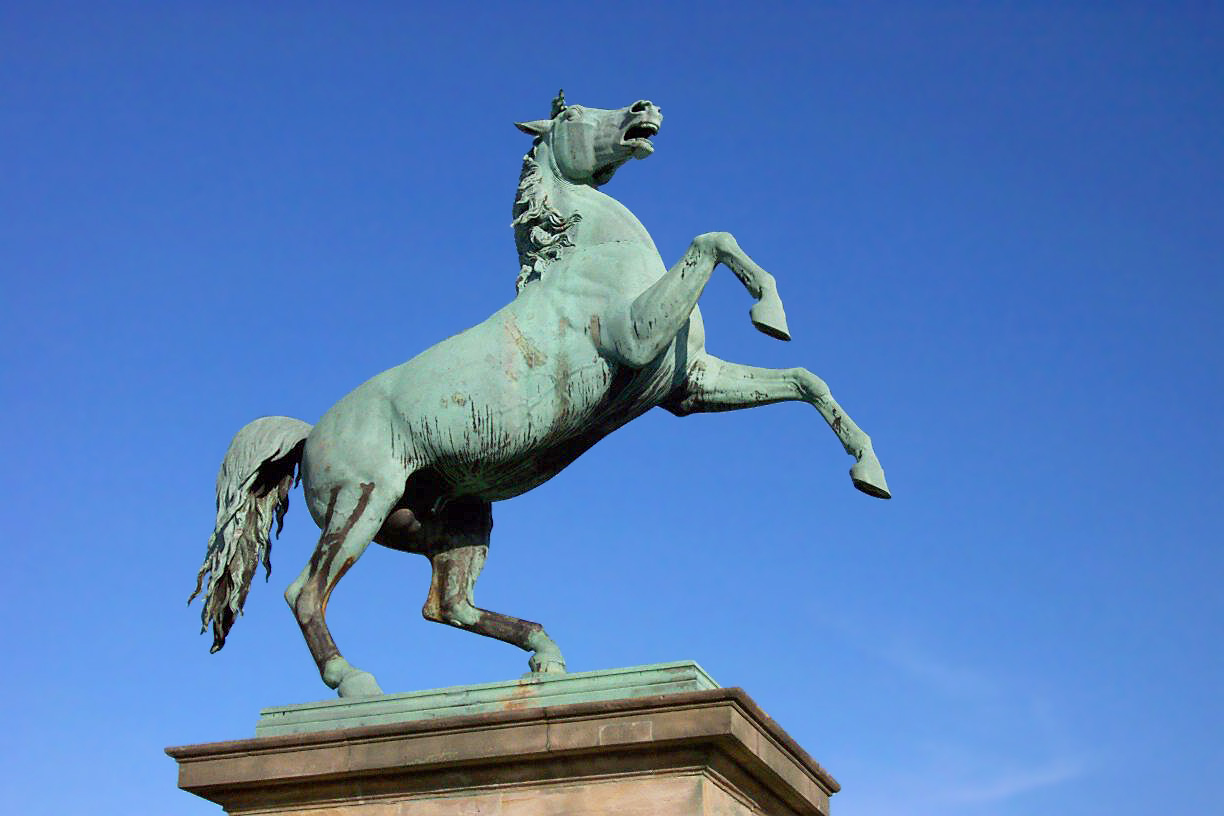
Niedersachsenross vor der Universität Hannover
 52° 22′ 54,5″ N, 9° 43′ 3,7″ O

## Schiller-Denkmal
Bronzestatue von Wilhelm Engelhard von 1863 an der Georgstraße an der Einmündung Schillerstraße. Enthüllt zur 50-Jahr-Feier der Völkerschlacht bei Leipzig auf dem Georgsplatz (vor dem Lyceum I) an Schillers Sterbetag (9. Mai). 1955 entfernt und auf dem Städtischen Bauhof eingelagert. 1959 auf der Rückseite des Opernhauses wieder aufgestellt. 1982 an seinem heutigen Standort aufgestellt.

## Sphingen am Wilhelm-Busch-Museum (Georgengarten)
Zwei Sphingen aus Sandstein auf den Treppenabsätzen auf der Rückseite des früheren Wallmodenschlösschens, des heutigen Wilhelm-Busch-Museums im Georgengarten. Bildhauer: unbekannt. Überbleibsel des Lustschlösschens Faintasie, entstanden 1707–09 in der damaligen Steintormasch, nach dessen Abbruch hierher versetzt.

## Schrader-Denkmal
Obelisk, 1849 für Diederich Heinrich Schrader an der heutigen Waterloostraße gegenüber der Gottfried Wilhelm Leibniz Bibliothek aufgestellt. Er erinnert an einen hannoverschen Bademeister und trägt die Inschrift „Mit diesem Denkmal ehrt das Volk die Berufstreue eines seiner Mitbürger. – DLX (560) Menschen verdanken ihm ihre Rettung aus Todesgefahr.“

## Waldersee-Denkmal
Steinplastik von Bernhard Hoetger von 1916 an der Hohenzollernstraße (am Rand der Eilenriede). Zur Erinnerung an den hier einstmals im gegenüberliegenden Hause wohnenden Generalfeldmarschall Alfred von Waldersee (1832–1904), 1900/01 Oberbefehlshaber der europäischen Truppen gegen den chinesischen Boxeraufstand.

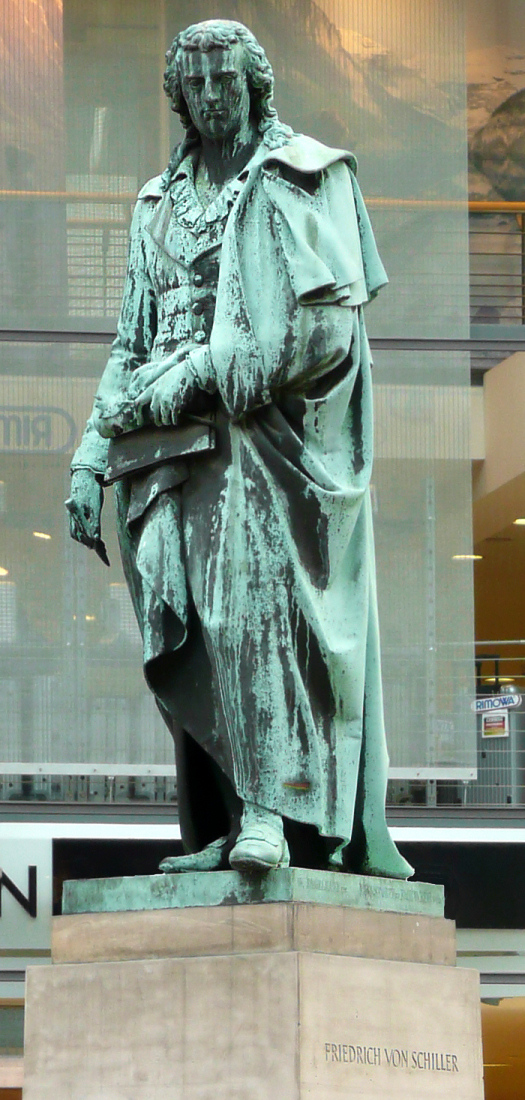
Schillerdenkmal in der Georgstraße
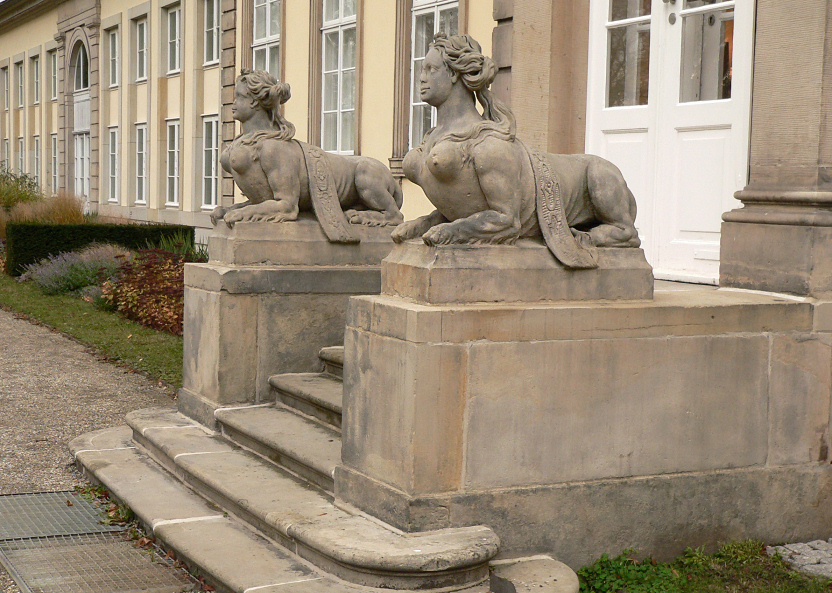
Spinghen am Wilhelm-Busch-Museum
 52° 22′ 30,7″ N, 9° 44′ 7,4″ O
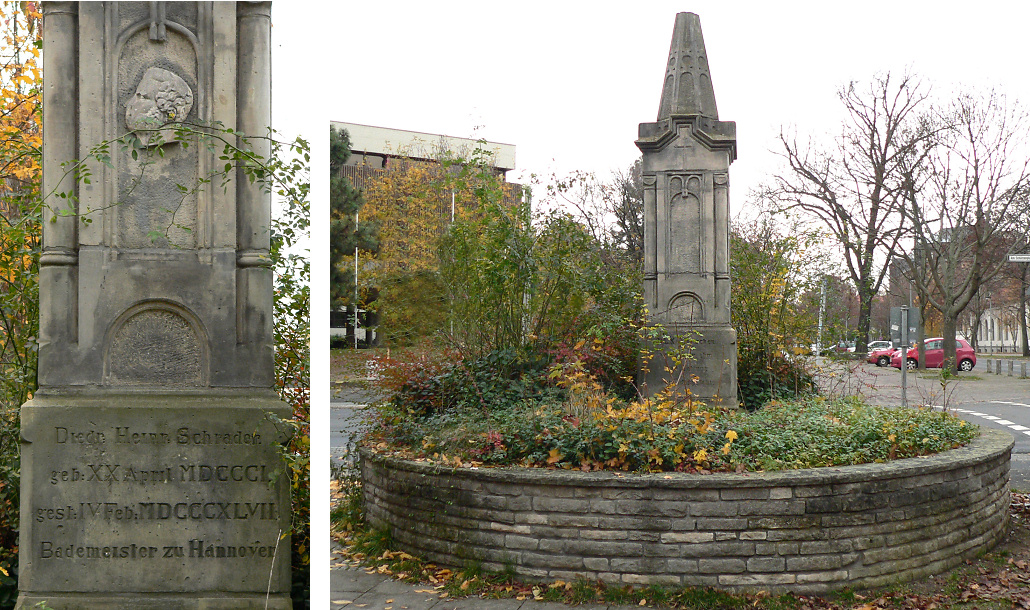
Schrader Denkmal
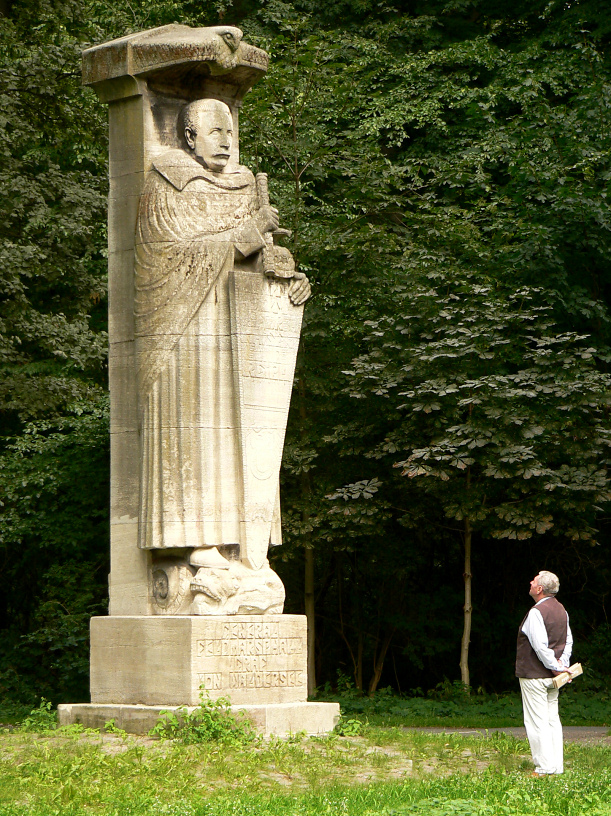
Waldersee-Denkmal am Rande der Eilenriede 52° 23′ 6″ N, 9° 45′ 18,7″ O

## Waterloosäule
Waterloosäule von 1832 mit Statue der Victoria, aufgestellt zur Erinnerung an die Schlacht bei Waterloo. Der Entwurf der fast 65 m hohen Säule stammt von Georg Ludwig Friedrich Laves. Die Victoria wurde im Auftrage von Adolphus Frederick, 1. Duke of Cambridge, für den Preis von 200 Louis d’or unter Verwendung von 10 Zentnern Kupfer nach einem Entwurf des Bildhauers Heinrich Ludwig August Hengst (1796–1868) von dem hannoverschen Hofspengler Konrad Beckmann (1780–1850) und seinem Sohn Franz (1811–?) gefertigt.

## Wotan-Denkmal
Von Wilhelm Engelhard (1888) in Kalkstein, hinter dem Niedersächsischen Landesmuseum in der Planckstraße. Besteht aus Kalkstein und zeigt den germanischen Gott Wotan mit seinen beiden Wölfen. 1901 aufgestellt, 1943 entfernt, 1987 wieder am alten Standort aufgestellt.

## Von-Alten-Denkmal
Bronzestandbild des Grafen Carl von Alten von Heinrich Kümmel (1849) vor dem Südflügel des Niedersächsischen Hauptstaatsarchivs am Waterlooplatz.

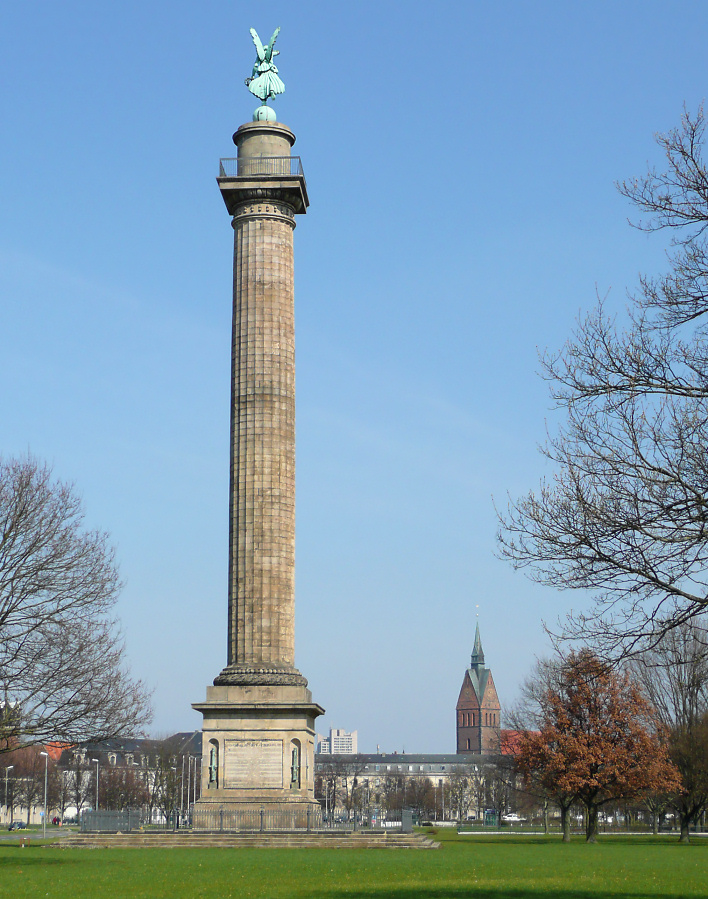
Waterloosäule auf dem Waterlooplatz
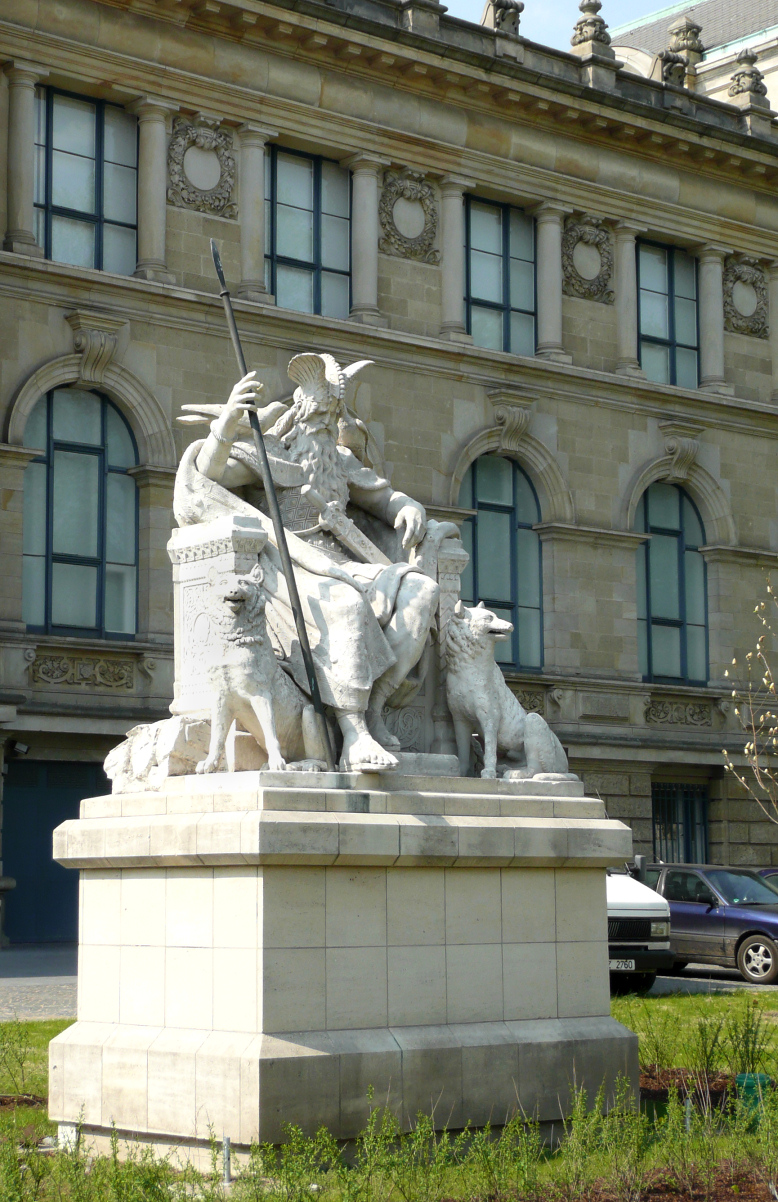
Wotan-Denkmal
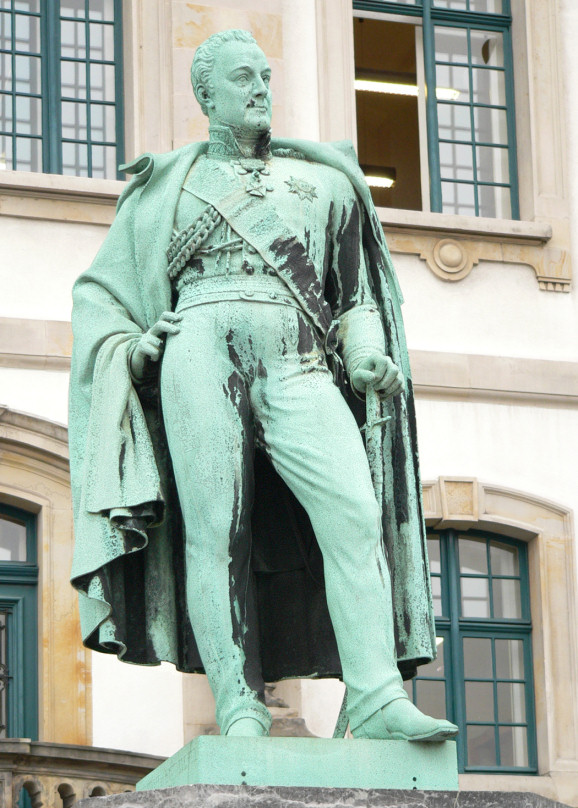
Bronzestandbild Carl von Alten